# Lotharmeyerita
La lotharmeyerita és un mineral de la classe dels fosfats que pertany al grup de la tsumcorita. Va rebre el mom per Pete J. Dunn el 1983 en honor de Julius Lothar Meyer (19 d'agost de 1830 Varel, Alemanya - 11 d'abril de 1895, Tübingen, Alemanya), un químic que va desenvolupar els primers conceptes per a la taula periòdica dels elements.

## Característiques
La lotharmeyerita és un arsenat de fórmula química CaZn₂(AsO₄)₂(H₂O)₂. Va ser aprovada com a espècie vàlida per l'Associació Mineralògica Internacional l'any 1985. Cristal·litza en el sistema monoclínic. La seva duresa a l'escala de Mohs és 3. La fórmula ideal és idèntica a les fórmules tant de la gaitita com de la zincroselita, però sembla que una mica de Mn(III) és necessàri per a l'estabilització. Visualment no es pot distingir de la manganlotharmeyerita, i és també molt semblant a la cobaltlotharmeyerita.
Segons la classificació de Nickel-Strunz, la lotharmeyerita pertany a «08.CG - Fosfats sense anions addicionals, amb H₂O, amb cations de mida mitjana i gran, RO₄:H₂O = 1:1» juntament amb els següents minerals: cassidyita, col·linsita, fairfieldita, gaitita, messelita, parabrandtita, talmessita, hillita, brandtita, roselita, wendwilsonita, zincroselita, rruffita, ferrilotharmeyerita, mawbyita, mounanaïta, thometzekita, tsumcorita, cobaltlotharmeyerita, cabalzarita, krettnichita, cobalttsumcorita, niquellotharmeyerita, manganlotharmeyerita, schneebergita, niquelschneebergita, gartrellita, helmutwinklerita, zincgartrel·lita, rappoldita, fosfogartrel·lita, lukrahnita, pottsita i niqueltalmessita.
L'exemplar que va servir per a determinar l'espècie, el que es coneix com a material tipus, es troba conservat al Museu Nacional d'Història Natural, l'Smithsonian, situat a Washington DC (Estats Units), amb el número de registre: 149482.

## Formació i jaciments
Va ser descoberta a la mina Ojuela, situada a Mapimí, cap del municipi homònim de l'estat de Durango (Mèxic). També ha estat descrita a Xile, Alemanya i Grècia. Aquests quatre indrets són els únics de tot el planeta on ha estat descrita aquesta espècie mineral.